# Иоасаф (архиепископ Тверской)

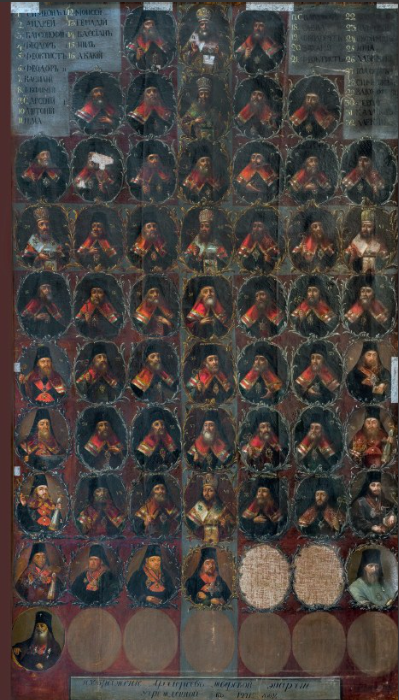
Портреты епископов Тверских, кон. XVIII — сер. XIX вв. Портрет еп. Иоасафа под номером 27

Архиепископ Иоасаф (в схиме Иосиф) — епископ Русской православной церкви, архиепископ Тверской и Кашинский.

## Биография
В 1657 году патриархом Никоном хиротонисан во епископа Тверского с возведением в сан архиепископа.
Много потрудился преосвященный Иоасаф над восстановлением храмов, пострадавших после сильного пожара, происшедшего в Твери в 1661 году.
Есть известие, что Владимирские ворота в Твери были сооружены из камня на средства архиепископа Иоасафа в 1674 году.
В 1666 году он участвовал в Соборе о раскольниках и в суде над патриархом Никоном и подписал акт о его низложении.
Скончался в 1676 году.